# Индекс автомобильных номеров Германии

Карта префиксов городов и районов федеральных земель Германии

Регистрационные номерные знаки Германии (нем. Kraftfahrzeugkennzeichen, сокращённо Kfz-Kennzeichen), также как и во всём мире, используются для регистрации безрельсовых транспортных средств. При смене постоянного места жительства или покупке нового автомобиля владелец должен приобрести новые регистрационные номерные знаки. Отличительной особенностью немецких номерных знаков является использование специального шрифта, умлаутов в буквенных комбинациях, а также использование стикеров земель и стикеров о прохождении технического осмотра, которые крепятся непосредственно на регистрационный знак. Существуют несколько типов регистрационных знаков, которые выдаются на конкретные типы транспортных средств.
По состоянию на 2007 год покупка новых номерных знаков обойдётся автолюбителю в 30 евро, кроме того, придётся заплатить от 10 до 40 евро за перерегистрацию старых номерных знаков или регистрацию новых.

## История
Первые номерные знаки в Берлине были выпущены в 1892 году. Общегерманская система номерных знаков была введена в 1906 году. В Берлине использовался префикс I A (I — Пруссия), в Мюнхене — II A (II — Бавария), Штутгарте — III A, а в Бадене — IV. Такие города, как Гамбург (HH), Бремен (HB) и Любек (HL), используют свои префиксы и в наши дни.
Во время Первой мировой войны для транспортных средств армии была использована комбинация MK (нем. Militärkraftwagen des Deutschen Heeres) — Военно-транспортные средства немецкой армии. После войны, в период существования Веймарской республики, немецкая армия использовала префикс RW (нем. Reichswehr) — рейхсвер (германские вооружённые силы 1919—1935 гг.).
Во время нацистского режима, с 1933 по 1945 годы были разработаны и использовались следующие префиксы:
- DR (нем. Deutsche Reichsbahn) — Железная дорога рейха
- OT (нем. Organisation Todt) — «Организация Тодт» (военно-строительная организация в нацистской Германии)
- POL (нем. Deutsche Polizei) — Немецкая полиция
- RAD (нем. Reichsarbeitsdienst) — Служба занятости рейха
- RK (нем. Deutsches Rotes Kreuz) — Германское общество Красного Креста
- SS (нем. Schutzstaffel) — Отряды СС («охранные отряды»)

Префиксы для армейских формирований были достаточно однотипные за счёт того, что начинались с буквы W от нем. Wehrmacht, вторая же буква указывала на род войск, которому принадлежит ТС:
- WH (нем. Wehrmacht/Heer) — Армия
- WL (нем. Wehrmacht/Luftwaffe) — Военно-воздушные силы
- WM (нем. Wehrmacht/Kriegsmarine) — Военно-морские силы
- WT (нем. Wehrmacht/Straßentransportdienst) — Дорожные транспортные услуги.

## Вид регистрационных знаков
Текущий формат номерных знаков, используемый с 1994 года, предполагает использование букв и цифр чёрного цвета на белом фоне, причём буквы и цифры наносятся специальным шрифтом, названным «затрудняющий фальсификацию» (нем. SAD 777). Также на номерном знаке в синем прямоугольнике, расположенном в левой части номерного знака и имеющем в верхней половине символ Европейского союза — окружность из 12 золотых звёзд, указывается буква D (нем. Deutschland SAD 777) белого цвета.
Далее на номерном знаке указывается от одной до трёх букв, указывающие, в каком городе или районе федеральной земли зарегистрирован автомобиль. Количество букв в префиксе города/района федеральной земли зависит от размера и расположения. Самые крупные города Германии обычно имеют однобуквенный префикс (B — Берлин, M — Мюнхен, K — Кёльн, F — Франкфурт-на-Майне), большинство же остальных городов и районов страны имеют двух- и трёхбуквенные префиксы. Кодовые обозначения городов и районов восточной Германии имеют больше букв. Это связано с двумя причинами:
- Когда новые земли начали использовать новую систему номерных знаков в 1990 году после объединения Германии, большое количество коротких буквенных комбинаций уже были зарезервированы для использования на регистрационных знаках в западной Германии. Таким образом, крупные города восточной Германии, как, например, Дрезден, имеют двухбуквенные префиксы (DD), так как D используется в Дюссельдорфе.
- Из-за того, что в восточной Германии проживает сравнительно мало людей, количество зарегистрированных автомобилей меньше, чем в западной, а это позволяет использовать трёхбуквенные префиксы.
- Чем крупнее город и чем больше в нём жителей, тем короче сочетание букв. В настоящее время трёхбуквенные сочетания совсем не редкость, они используются в небольших городках, районных центрах.

Исключения составляют бывшие ганзейские города Гамбург, Бремен, Любек, Росток, Штральзунд, Грейфсвальд и Висмар, коды которых начинаются с буквы H. Например, Гамбург (нем. Hansestadt Hamburg) имеет кодовую комбинацию HH, а Росток — HRO.
После префикса города/района федеральной земли на номерном знаке располагаются два стикера: стикер проверки на токсичность отработанных газов и стикер безопасности транспортного средства (ТС); далее следуют одна или две буквы, а затем от одной до четырёх цифр. Общее количество букв и цифр на номерном знаке не превышает восьми. Номерные знаки с малым количеством символом традиционно используются для регистрации мотоциклов. Связано это с тем, что размер номерных знаков, используемых на мотоциклах, меньше, чем размер автомобильных регистрационных знаков.

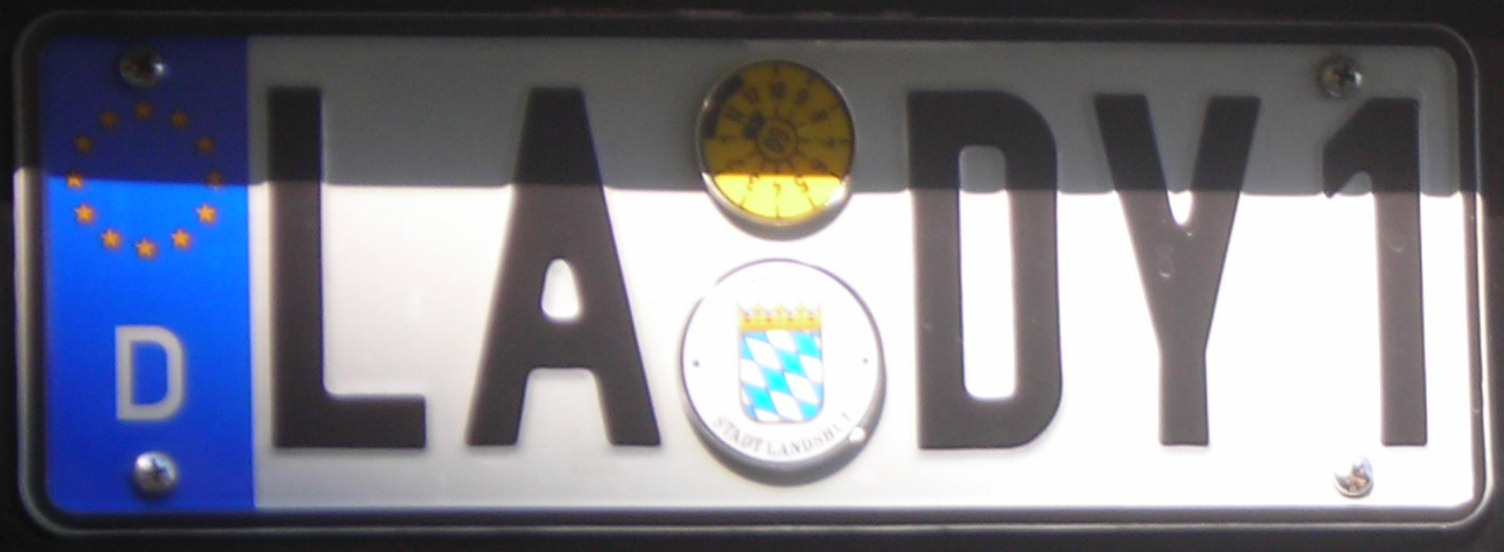
Персональный номерной знак

Автовладелец также может приобрести персональные номерные знаки. Стоят они на 12 евро дороже обычных. Владелец может выбрать определённые буквы и цифры, которые будут стоять в конце комбинации. Например, жители города Пирна могут выбрать комбинацию PIR-AT 77. В город Киль (также как и в Хайде, Регене, Дауне, Браке, Ульме и в др.) на номерных знаках можно увидеть название города KI-EL 123 (также довольно часто можно встретить KI-LL 123). Также автолюбители могут указать на номерных знаках свои инициалы и год рождения. Например: Питер Майер (Peter Meyer) родился в апреле 1957 года. Он может получить персональные номера вида: B-PM 57 или B-PM 457, регистрируя машину в Берлине. Также доступны комбинации S-EX 123 для Штутгарта и SE-X 123 / SE-XY 123 для Зегеберга. Многие водители выбирают номерные знаки, на которых отображается название марки их автомобиля. В Берлине среди владельцев BMW очень распространена комбинация B-MW 1234. Также популярными комбинациями являются: в Потсдаме P-KW 123 (PKW от нем. Personenkraftwagen — легковой автомобиль), а в Кёльне K-FZ 123 (KFZ от нем. Kraftfahrzeug — автомобиль, ТС).

### «Запрещённые комбинации»

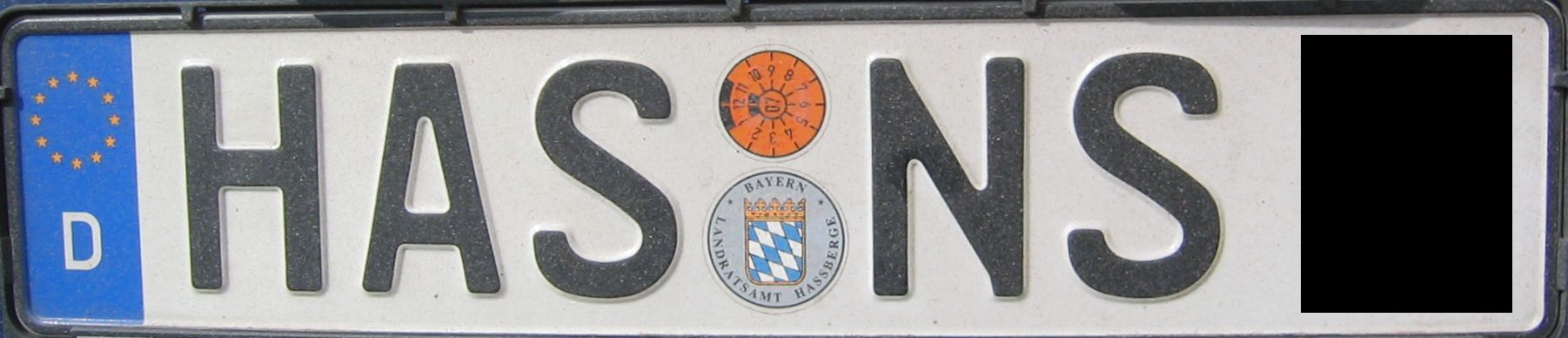
Номерной регистрационный знак с нерекомендуемой буквенной комбинацией NS

Правительство ФРГ рекомендует местным органам по регистрации автомашин не выдавать определённые комбинации. Большинство не рекомендуемых комбинаций связано с нацистским периодом в истории Германии. Так, район Саксонская Швейцария (нем. Sächsische Schweiz) использует в префиксе название своего столичного города Пирна (нем. Pirna) — PIR. Сделано это для того, чтобы не использовать префикс SS, напоминающий о военной организации СС. Также не используется префикс SA (SA — Штурмовые отряды). По этой причине автомобили правительства и парламента Саксонии-Анхальт имеют на регистрационных знаках буквенный код LSA (нем. Land Sachsen Anhalt).
Кроме того, не рекомендуется выдача номеров с сочетаниями букв, обозначающих нецензурное выражение или образующих слово с отрицательной коннотацией. Так, в Ханау (префикc HU) не подлежит выдаче комбинация букв RE (нем. Hure — проститутка), а в Лимбурге (префикс LM) — комбинация AA, так как данная комбинация образует аббревиатуру LM AA (Leck mich am Arsch — аналог русского 'проваливай' в нецензурном регистре).
Также рекомендуется не выдавать номера с префиксами: HJ (нем. Hitlerjugend), NS (нем. Nationalsozialismus — национал-социализм), KZ (нем. Konzentrationslager — концентрационный лагерь). В случае продажи или перерегистрации ТС на другого владельца (район федеральной земли не меняется), номера могут быть изменены, но могут и остаться прежними до тех пор, пока машина не будет зарегистрирована в другом районе федеральной земли.

### Специальные номерные знаки
| Изображение номерного знака | Описание |
| --------------------------- | --- |
|                             | Номерные знаки, устанавливаемые на классических автомобилях, содержат в конце комбинации букву H. Например, K-AA 100H. Для получения данных номеров необходимо соблюдение нескольких условий: - минимальный возраст автомобиля — 30 лет. - автомобиль должен быть в оригинальной комплектации и в хорошем состоянии. Некоторые виды модернизации, как, например, установка ремней безопасности или каталитического нейтрализатора отработавших газов, не является нарушением условия. |
|                             | Специальные сезонные номерные знаки имеют в конце комбинации два числа, которые обозначают месяца. В течение этого периода времени автомобиль считается зарегистрированным. Начало периода, с которого авто считается зарегистрированным, определяется по верхней цифре, а конец — по нижней. |
|                             | Автомобили официальных служб, как, например, полицейские автомобили, автомобили пожарных и муниципальных служб, на номерных знаках не имеют букв, расположенных после стикеров. Нумерация следующая: - ТС районного правительства: 1—199, 1000—1999, 10000—19999 - ТС местного самоуправления: 200—299, 2000—2999, 20000-29999, 300—399 - ТС служб спасения: 8000-8999, 80000-89999 - Полиция: 3000-3999, 7000-7999, 30000-39999, 70000-79999 - ТС дипломатических служб: 900—999, 9000-9999. Однако в 2006 году законы, касающиеся регистрации таких ТС, изменились — с марта 2007 года на автомобили официальных служб будут устанавливаться стандартные регистрационные номерные знаки. |
|                             | ТС, освобождённые от транспортного налога (автомобили скорой помощи, трактора, сельскохозяйственные прицепы, прицепы для лодок и планёров) имеют на номерных знаках белого цвета зелёные буквы и цифры. Владелец прицепа может быть освобождён от уплаты транспортного налога на него, если согласится платить повышенный налог за грузовой автомобиль, буксирующий данный прицеп. Также от уплаты транспортного налога освобождаются владельцы автоприцепов, добровольно передавшие их в распоряжение вооружённых сил Германии (при установлении режима чрезвычайного положения). |
|                             | Незарегистрированные ТС имеют краткосрочные номерные знаки, действительные 5 дней. Цифровой код начинается с цифры 04, например, DD-0400. Сам же номерной знак имеет с правой стороны жёлтую полосу, на которую нанесена дата, месяц и год, до которого действительны данные номера. ТС с такими номерными знаками не должны проходить технический осмотр, но должны быть технически исправны. Большинство страховых компаний учитывает данный взнос, если позднее автомобиль регистрируется и проходит страхование в той же страховой компании. |
|                             | Номерные знаки экспортируемых автомобилей. Устанавливаются на автомобили, вывозимые за границу Германии. Владелец ТС не должен быть гражданином Германии и не должен регистрировать автомобиль. На таких номерах отсутствует синяя полоса с символом ЕС в левой части номерного знака. Вместо неё в правой части знака наносится красная полоса и указывается число, месяц и год окончания страхового договора ТС. |
|                             | Регистрационные номера автомобилей, охраняемых дипломатической неприкосновенностью, в левой части, вместо префикса, имеют цифру 0. Цифры, после "0", следует расшифровывать следующим образом: до тире - номер, присвоенный посольству страны (от 1 до 3 цифр); после тире - номер автомобиля (нумерация по желанию посольства / консульства). Исключение — послы и представители иностранных государств: ТС президентов имеют код 0-1, премьер-министров — 0-2, министров иностранных дел — 0-3, председателей парламентов — 1-1. |
|                             | На регистрационных знаках ТС, принадлежащих вооружённым силам Германии, в левой части, вместо синего прямоугольника с символом ЕС со стандартной буквой D изображается государственный флаг Германии. Все знаки данного типа начинаются с буквы Y (ни один город в Германии не имеет названия, начинающегося с Y), далее следует шестизначный номер (или пятизначный для мотоциклов), например: Y-123 456. ТС армии Германии не облагаются транспортным налогом и не страхуются, так как в роли страховщика выступает государство. Также ТС не проходят обязательный технический осмотр, но сами армейские службы осуществляют жёсткий контроль за техническим состоянием вверенных им ТС, схожий с обычным техническим осмотром. Транспортные средства НАТО, расположенные в Германии, имеют номерные знаки, схожие со стандартными знаками ТС армии Германии, но начинающиеся с буквы X, после которой следует четырёхзначный номер, например, X-1234. |
|                             | Федеральная полиция использует регистрационные номерные знаки, начинающиеся с префикса BP (Bundespolizei). До 2006 года на номерах использовался код BG (Bundesgrenzschutz) — он действует и поныне, на новых автомобилях же используется префикс BP. На номерных знаках ТС полиции земли Северный Рейн-Вестфалия используется префикс NRW 4, после которого следует четырёхзначный код, например: NRW 4-1234, полиция земли Рейнланд-Пфальц использует префикс RPL и т.д. |
|                             | Данные красные регистрационные знаки (Wechselkennzeichen) используются дилерами для временной регистрации автомашин (для транспортировки). Они не закреплены за определённой машиной, а выдаются дилеру. Данный пример (без синего поля слева) устарел. |
|                             | Данные регистрационные знаки используются коллекционерами классических автомобилей. Цифровая комбинация у таких номеров начинается с 07. Возраст автомобиля должен быть не менее 20 лет, однако, с апреля 2007 года эту цифру увеличили до 30. Выпущенные и установленные до этой даты номерные знаки остаются действительными и после вступления в силу новых правил. Также коллекционер должен получить специальный сертификат (как пример, подтверждение того, что за машиной не числится никаких криминальных преступлений). Кроме того, разрешается использовать один комплект номеров для всех коллекционных автомобилей при условии чёткого контроля их снятия и установки на другие автомобили (все операции, производимые с номерами, должны документироваться коллекционером). Однако использовать автомобили с такими номерами в повседневной эксплуатации не допускается. Наличие документа о прохождении официального технического осмотра необязательно, но автомобиль должен быть абсолютно технически исправен для того, чтобы его можно было использовать на дорогах общего пользования. |

### Шрифт

Шрифт, используемый на германских номерных знаках

На регистрационных номерных знаках с ноября 2000 года используется специальный шрифт, разработанный в Германии Карлгеоргом Хёфером (нем. Karlgeorg Hoefer) в 70-х годах XX века по заказу правительства. Причиной создания стала относительная лёгкость подделки номерных знаков, использовавших старый шрифт. К примеру, P можно было с лёгкостью исправить на R, B — на цифру 8 или 3, а O — на Q и наоборот. Новый шрифт сделан так, что похожие по конфигурации и написанию буквы или цифры практически невозможно «перебить». Таким образом, например, букву O крайне затруднительно переделать в букву Q, а из L и F — E.
Шрифт получил название «затрудняющий фальсификацию» (нем. Fälschungserschwerende Schrift или FE-Schrift).

### Выдача регистрационных знаков
В каждом районе федеральной земли существует специальное ведомство, которое занимается выдачей регистрационных знаков, — нем. Zulassungsstelle или нем. Kfz-Zulassungsbehörde, что дословно значит «ведомство по допуску ТС к эксплуатации».
Прежде чем получить номерные знаки, автовладельцу необходимо застраховать автомобиль. После страхования человеку выдаётся специальный код (нем. Versicherungsbestätigungsnummer), с которым нужно обратиться в районное ведомство (Zulassungsstelle), заполнить заявление и произвести оплату. После этого ведомство предоставляет специальную бумагу, на которой и написана буквенно-цифровая комбинация будущего номерного знака. Далее автолюбитель направляется в особый магазинчик, расположенный рядом со зданием ведомства (а иногда и в том же здании), где и изготавливаются регистрационные номерные знаки. После оплаты владелец транспортного средства получает свои номерные знаки и должен направиться вместе с ними обратно в районное ведомство, где осуществляется последний этап получения «номеров» — устанавливается стикер района федеральной земли и выдаётся весь пакет документов.

## Страховые номера

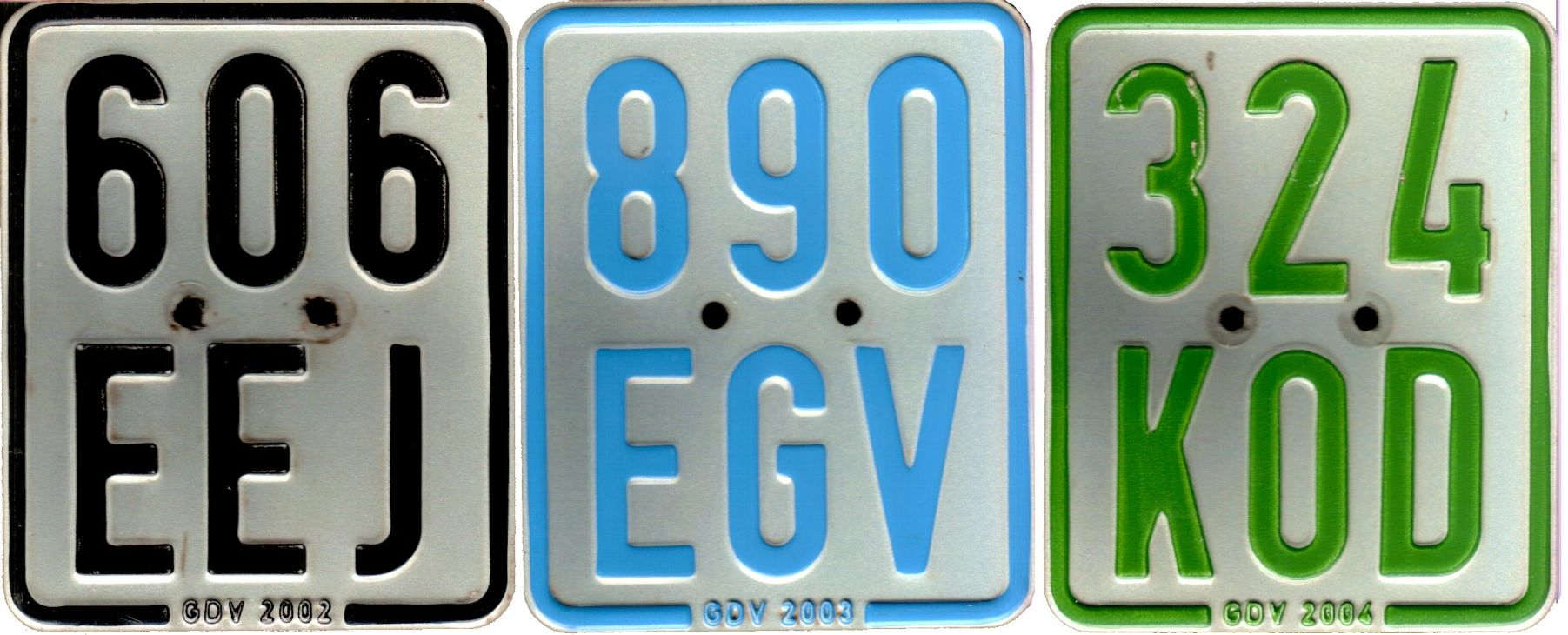
Страховые номерные знаки.

Страховые номера (нем. Versicherungskennzeichen) выдаются страховой компанией и устанавливаются на мопедах и других маломощных ТС (также на ТС с максимальной скоростью 25 км/ч, используемые людьми с ограниченными физическими возможностями). Данные номерные знаки имеют меньшие размеры по сравнению с обычными регистрационными знаками, и действительны только один год с начала марта по конец февраля следующего года. Данные знаки заменяют официальные регистрационные с тех пор, как маломощные ТС стали регистрироваться через страховые компании. Используется 4 цвета для номерных знаков: красный (используется очень редко и при временном использовании ТС), чёрный, зелёный, синий. Последние три цвета чередуются каждый год, что позволяет отследить застраховано ли данное ТС и имеет ли оно актуальный номерной знак. Кроме того, год «пропечатывается» на нижней линии знака. Использование номерного знака одного и того же цвета каждые три года невозможно, так как полиция проверяет, действительна ли данная конкретная буквенно-цифровая комбинация. Формат следующий: три цифры в верхней части, три буквы в нижней части номерного знака. Номера и цифры выбираются в произвольном порядке, а персональные номера невозможны.
Каждому году соответствует свой цвет номерного знака.
| Цвет               | Год  | Год  | Год  | Год  | Год  | Год  | Год  | Год  | Год  |
| Чёрный (RAL 9005)  | 1990 | 1993 | 1996 | 1999 | 2002 | 2005 | 2008 | 2011 | 2014 |
| Синий (RAL 5012)   | 1991 | 1994 | 1997 | 2000 | 2003 | 2006 | 2009 | 2012 | 2015 |
| Зелёный (RAL 6010) | 1992 | 1995 | 1998 | 2001 | 2004 | 2007 | 2010 | 2013 | 2016 |

## Стикеры

Стикер проверки на токсичность отработанных газов. 2007 год.

Стикер проверки безопасности ТС. 2007 год.

Стикер проверки на токсичность отработанных газов устанавливался (отменён с января 2010) на переднем номерном знаке, а стикер безопасности ТС устанавливается на заднем номерном знаке и с 2010 объединяет функции обоих стикеров. В центре стикера указан год. Чёрные отметки рядом с цифрой 12 позволяют полицейским идентифицировать на расстоянии, когда был пройден тот или иной тест. Данные стикеры устанавливаются на номерном знаке особым образом — стикеры поворачиваются. Если представить табло часов, то стикеры поворачиваются так, чтобы цифра 12 совпала с нужной цифрой на воображаемом циферблате. Цифры на мнимом циферблате означают числовой эквивалент месяцев.
Ниже стикеров безопасности ТС и проверки на токсичность на номерном знаке устанавливается знак федеральной земли, а также на этом знаке указывается название района этой федеральной земли, в котором зарегистрирован автомобиль.
Стикеры изготавливаются и устанавливаются на номера специальным образом, что не позволяет снять их, не повредив номерной знак.
Если станет известно, что автовладелец не платит страховой взнос более трёх месяцев, полиция снимет знак федеральной земли специальным устройством, тем самым повредив номерные знаки. Это сделает использование номеров незаконными и автовладельцу придётся ждать, когда страховая компания предоставит новые номерные знаки.
Цвета стикеров повторяются каждые шесть лет.
| Цвет                  | Год  | Год  | Год  | Год  | Год  | Год  | Год  | Год  | Год  |
| Оранжевый (RAL 2000)  | 1971 | 1979 | 1983 | 1989 | 1995 | 2001 | 2007 | 2013 | 2019 |
| Синий (RAL 5015)      | 1972 | 1978 | 1984 | 1990 | 1996 | 2002 | 2008 | 2014 | 2020 |
| Жёлтый (RAL 1012)     | 1973 | 1977 | 1985 | 1991 | 1997 | 2003 | 2009 | 2015 | 2021 |
| Коричневый (RAL 8004) | 1974 | 1980 | 1986 | 1992 | 1998 | 2004 | 2010 | 2016 | 2022 |
| Розовый (RAL 3015)    | 1975 | 1981 | 1987 | 1993 | 1999 | 2005 | 2011 | 2017 | 2023 |
| Зелёный (RAL 6018)    | 1976 | 1982 | 1988 | 1994 | 2000 | 2006 | 2012 | 2018 | 2024 |

## Таблицы применяемых кодовых обозначений
| Код | Значение                                                | Перевод                                                                                       |
| --- | ------------------------------------------------------- | --------------------------------------------------------------------------------------------- |
| 0   | Diplomatisches Corps                                    | Номера автомашин дипломатического корпуса                                                     |
| A   | Augsburg (Bayern)                                       | Федеральная земля Бавария                                                                     |
| AA  | Aalen Ostalbkreis (BaWü)                                | Федеральная земля Баден-Вюртемберг                                                            |
| AB  | Aschaffenburg (Bayern)                                  | Федеральная земля Бавария                                                                     |
| ABG | Altenburger Land (Thür)                                 | Федеральная земля Тюрингия                                                                    |
| AC  | Aachen (NrWe)                                           | Федеральная Северный Рейн-Вестфалия                                                           |
| AE  | Auerbach (Sachs-)                                       | Федеральная земля Саксония                                                                    |
| AIC | Aichach-Friedberg (Bayern)                              | Федеральная земля Бавария                                                                     |
| AK  | Altenkirchen/Westerwald (RhPf)                          | Федеральная земля Рейнланд-Пфальц                                                             |
| AM  | Amberg (Bayern)                                         | Федеральная земля Бавария                                                                     |
| AN  | Ansbach (Bayern)                                        | Федеральная земля Бавария                                                                     |
| ANA | Annaberg (Sachs)                                        | Федеральная земля Саксония                                                                    |
| ANG | Angermünde (Brandenburg)                                | Федеральная земля Бранденбург                                                                 |
| ANK | Anklam (MeVo)                                           | Федеральная земля Мекленбург-Передняя Померания                                               |
| AÖ  | Altötting (Bayern)                                      | Федеральная земля Бавария                                                                     |
| AP  | Apolda - Weimarer Land (Thür)                           | Федеральная земля Тюрингия                                                                    |
| APD | Apolda (Thür)                                           | Федеральная земля Тюрингия                                                                    |
| ARN | Arnstadt (Thür)                                         | Федеральная земля Тюрингия                                                                    |
| ART | Artern (Thür)                                           | Федеральная земля Тюрингия                                                                    |
| AS  | Amberg-Sulzbach (Bayern)                                | Федеральная земля Бавария                                                                     |
| ASL | Aschersleben (SaAn)                                     | Федеральная земля Саксония-Анхальт                                                            |
| ASZ | Aue-Schwarzenberg (Sachs)                               | Федеральная земля Саксония                                                                    |
| AT  | Altentreptow (MeVo)                                     | Федеральная земля Мекленбург-Передняя Померания                                               |
| AU  | Aue (Sachs)                                             | Федеральная земля Саксония                                                                    |
| AUR | Aurich (NiSa)                                           | Федеральная земля Нижняя Саксония                                                             |
| AW  | Bad Neuenahr-Ahrweiler (RhPf)                           | Федеральная земля Рейнланд-Пфальц                                                             |
| AZ  | Alzey-Worms (RhPf)                                      | Федеральная земля Рейнланд-Пфальц                                                             |
| AZE | Anhalt-Zerbst (SaAn)                                    | Федеральная земля Саксония-Анхальт                                                            |
| B   | Berlin (Bln)                                            | Берлин                                                                                        |
| BA  | Bamberg (Bayern)                                        | Федеральная земля Бавария                                                                     |
| BAD | Baden-Baden (BaWü)                                      | Федеральная земля Баден-Вюртемберг                                                            |
| BAR | Barnim (Brandenburg)                                    | Федеральная земля Бранденбург                                                                 |
| BB  | Böblingen (BaWü)                                        | Федеральная земля Баден-Вюртемберг                                                            |
| BBG | Bernburg (SaAn)                                         | Федеральная земля Саксония-Анхальт                                                            |
| BBL | Brandenburg Landeregierung und Landtag                  | Номера автомобилей правительства и парламента Федеральной земли Бранденбург                   |
| BC  | Biberach/Riß (BaWü)                                     | Федеральная земля Баден-Вюртемберг                                                            |
| BD  | Bundestag, Bundesrat, Bundesregierung                   | Номера автомобилей правительства и парламента Федеративной Республики Германия                |
| BED | Brandenburgd-Erbisdorf (Sachs)                          | Федеральная земля Саксония                                                                    |
| BEL | Belzig (Brandenburg)                                    | Федеральная земля Бранденбург                                                                 |
| BER | Bernau bei Berlin (Brandenburg)                         | Федеральная земля Бранденбург                                                                 |
| BG  | Bundesgrenzschutz                                       | Номера автомобилей Федеральной пограничной службы                                             |
| BGL | Berchtesgadener Land (Bayern)                           | Федеральная земля Бавария                                                                     |
| BI  | Bielefeld (NrWe)                                        | Федеральная земля Северный Рейн-Вестфалия                                                     |
| BIR | Birkenfeld/Nahe und Idar-Oberstein (RhPf)               | Федеральная земля Рейнланд-Пфальц                                                             |
| BIT | Bitburg-Prüm (RhPf)                                     | Федеральная земля Рейнланд-Пфальц                                                             |
| BIW | Bischofswerda (Sachs)                                   | Федеральная земля Саксония                                                                    |
| BL  | Zollernalbkreis in Balingen (BaWü)                      | Федеральная земля Баден-Вюртемберг                                                            |
| BLK | Burgenlandkreis (SaAn)                                  | Федеральная земля Саксония-Анхальт                                                            |
| BM  | Erftkreis in Bergheim (NrWe)                            | Федеральная земля Северный Рейн-Вестфалия                                                     |
| BN  | Bonn (NrWe)                                             | Федеральная земля Северный Рейн-Вестфалия                                                     |
| BNA | Borna (Sachs)                                           | Федеральная земля Саксония                                                                    |
| BO  | Bochum (NrWe)                                           | Федеральная земля Северный Рейн-Вестфалия                                                     |
| BÖ  | Bördekreis-Oschersleben (SaAn)                          | Федеральная земля Саксония-Анхальт                                                            |
| BOR | Borken in Ahaus (NrWe)                                  | Федеральная земля Северный Рейн-Вестфалия                                                     |
| BOT | Bottrop (NrWe)                                          | Федеральная земля Северный Рейн-Вестфалия                                                     |
| BP  | Bundespolizei                                           | Номера автомобилей федеральной полиции ФРГ                                                    |
| BRA | Wesermarsch in Brake (NiSa)                             | Федеральная земля Нижняя Саксония                                                             |
| BRB | Brandenburg (Brandenburg)                               | Федеральная земля Бранденбург                                                                 |
| BRG | Burg (SaAn)                                             | Федеральная земля Саксония-Анхальт                                                            |
| BS  | Braunschweig (NiSa)                                     | Федеральная земля Нижняя Саксония                                                             |
| BSK | Beeskow (Brandenburg)                                   | Федеральная земля Бранденбург                                                                 |
| BT  | Bayreuth (Bayern)                                       | Федеральная земля Бавария                                                                     |
| BTF | Bitterfeld (SaAn)                                       | Федеральная земля Саксония-Анхальт                                                            |
| BÜS | Büsingen am Hochrhein (BaWü)                            | Федеральная земля Баден-Вюртемберг                                                            |
| BÜZ | Bützow (MeVo)                                           | Федеральная земля Мекленбург-Передняя Померания                                               |
| BW  | Bundes-Wasser- und Schiffahrtsverwaltung                | Номера автомобилей Службы управления движением судов                                          |
| BWL | Baden-Württemberg Landesregierung und Landtag           | Номера автомобилей правительства и парламента Федеральной земли Баден-Вюртемберг              |
| BYL | Bayern Landesregierung und Landtag                      | Номера автомобилей правительства и парламента Федеральной земли Бавария                       |
| BZ  | Bautzen (Sachs)                                         | Федеральная земля Саксония                                                                    |
| C   | Chemnitz (Sachs)                                        | Федеральная земля Саксония                                                                    |
| CA  | Calau (Brandenburg)                                     | Федеральная земля Бранденбург                                                                 |
| CB  | Cottbus (Brandenburg)                                   | Федеральная земля Бранденбург                                                                 |
| CE  | Celle (NiSa)                                            | Федеральная земля Нижняя Саксония                                                             |
| CHA | Cham/Oberpfalz (Bayern)                                 | Федеральная земля Бавария                                                                     |
| CLP | Cloppenburg (NiSa)                                      | Федеральная земля Нижняя Саксония                                                             |
| CO  | Coburg (Bayern)                                         | Федеральная земля Бавария                                                                     |
| COC | Cochem-Zell/Mosel (RhPf)                                | Федеральная земля Рейнланд-Пфальц                                                             |
| COE | Coesfeld/Westfalen (NrWe)                               | Федеральная земля Северный Рейн-Вестфалия                                                     |
| CUX | Cuxhaven (NiSa)                                         | Федеральная земля Нижняя Саксония                                                             |
| CW  | Calw (BaWü)                                             | Федеральная земля Баден-Вюртемберг                                                            |
| D   | Düsseldorf (NrWe)                                       | Федеральная земля Северный Рейн-Вестфалия                                                     |
| DA  | Darmstadt-Dieburg (Hess)                                | Федеральная земля Гессен                                                                      |
| DAH | Dachau (Bayern)                                         | Федеральная земля Бавария                                                                     |
| DAN | Lüchow-Dannenberg (NiSa)                                | Федеральная земля Нижняя Саксония                                                             |
| DAU | Daun (Eifel) (RhPf)                                     | Федеральная земля Рейнланд-Пфальц                                                             |
| DB  | Deutsche Bahn                                           | Номера автомобилей Немецких железных дорог Deutschebahn (DB)                                  |
| DBR | Bad Doberan (MeVo)                                      | Федеральная земля Мекленбург-Передняя Померания                                               |
| DD  | Dresden (Sachs)                                         | Федеральная земля Саксония                                                                    |
| DE  | Dessau (SaAn)                                           | Федеральная земля Саксония-Анхальт                                                            |
| DEG | Deggendorf (Bayern)                                     | Федеральная земля Бавария                                                                     |
| DEL | Delmenhorst (NiSa)                                      | Федеральная земля Нижняя Саксония                                                             |
| DGF | Dingolfing-Landau (Bayern)                              | Федеральная земля Бавария                                                                     |
| DH  | Diepholz-Syke (NiSa)                                    | Федеральная земля Нижняя Саксония                                                             |
| DL  | Döbeln (Sachs)                                          | Федеральная земля Саксония                                                                    |
| DLG | Dillingen/Donau (Bayern)                                | Федеральная земля Бавария                                                                     |
| DM  | Demmin (MeVo)                                           | Федеральная земля Мекленбург-Передняя Померания                                               |
| DN  | Düren (NrWe)                                            | Федеральная земля Северный Рейн-Вестфалия                                                     |
| DO  | Dortmund (NrWe)                                         | Федеральная земля Северный Рейн-Вестфалия                                                     |
| DON | Donau-Ries in Donauwörth (Bayern)                       | Федеральная земля Бавария                                                                     |
| DS  | Dahme-Spreewald (Brandenburg)                           | Федеральная земля Бранденбург                                                                 |
| DU  | Duisburg (NrWe)                                         | Федеральная земля Северный Рейн-Вестфалия                                                     |
| DÜW | Bad Dürkheim in Neustadt/Weinstraße (RhPf)              | Федеральная земля Рейнланд-Пфальц                                                             |
| DW  | Dippoldiswalde-Weißeritzkreis (Sachs)                   | Федеральная земля Саксония                                                                    |
| DZ  | Delitzsch (Sachs)                                       | Федеральная земля Саксония                                                                    |
| E   | Essen (NrWe)                                            | Федеральная земля Северный Рейн-Вестфалия                                                     |
| EB  | Eilenburg (Sachs)                                       | Федеральная земля Саксония                                                                    |
| EBE | Ebersberg (Bayern)                                      | Федеральная земля Бавария                                                                     |
| ECK | Eckernförde (SlHo)                                      | Федеральная земля Шлезвиг.Гольштайн                                                           |
| ED  | Erding (Bayern)                                         | Федеральная земля Бавария                                                                     |
| EE  | Elbe-Elster (Brandenburg)                               | Федеральная земля Бранденбург                                                                 |
| EF  | Erfurt (Thür)                                           | Федеральная земля Тюрингия                                                                    |
| EH  | Eisenhüttenstadt (Brandenburg)                          | Федеральная земля Бранденбург                                                                 |
| EI  | Eichstätt (Bayern)                                      | Федеральная земля Бавария                                                                     |
| EIC | Eichsfeld (Thür)                                        | Федеральная земля Тюрингия                                                                    |
| EIL | Eisleben (SaAn)                                         | Федеральная земля Саксония-Анхальт                                                            |
| EIS | Eisenberg (Thür)                                        | Федеральная земля Тюрингия                                                                    |
| EL  | Emsland in Meppen (NiSa)                                | Федеральная земля Нижняя Саксония                                                             |
| EM  | Emmendingen (BaWü)                                      | Федеральная земля Баден-Вюртемберг                                                            |
| EMD | Emden (NiSa)                                            | Федеральная земля Нижняя Саксония                                                             |
| EMS | Rhein-Lahn-Kreis in Bad Ems (RhPf)                      | Федеральная земля Рейнланд-Пфальц                                                             |
| EN  | Ennepe-Ruhr-Kreis in Schwelm (NrWe)                     | Федеральная земля Северный Рейн-Вестфалия                                                     |
| ER  | Erlangen/Stadt (Bayern)                                 | Федеральная земля Бавария                                                                     |
| ERB | Odenwaldkreis in Erbach (Hess)                          | Федеральная земля Гессен                                                                      |
| ERH | Erlangen-Höchstadt (Bayern)                             | Федеральная земля Бавария                                                                     |
| ES  | Esslingen/Neckar (BaWü)                                 | Федеральная земля Баден-Вюртемберг                                                            |
| ESA | Eisenach (Thür)                                         | Федеральная земля Тюрингия                                                                    |
| ESW | Werra-Meißner-Kreis in Eschwege (Hess)                  | Федеральная земля Гессен                                                                      |
| EU  | Euskirchen (NrWe)                                       | Федеральная земля Северный Рейн-Вестфалия                                                     |
| EW  | Eberswalde (Brandenburg)                                | Федеральная земля Бранденбург                                                                 |
| F   | Frankfurt/Main (Hess)                                   | Федеральная земля Гессен                                                                      |
| FB  | Wetteraukreis in Friedberg (Hess)                       | Федеральная земля Гессен                                                                      |
| FD  | Fulda (Hess)                                            | Федеральная земля Гессен                                                                      |
| FDS | Freudenstadt (BaWü)                                     | Федеральная земля Баден-Вюртемберг                                                            |
| FF  | Frankfurt/Oder (Brandenburg)                            | Федеральная земля Бранденбург                                                                 |
| FFB | Fürstenfeldbruck (Bayern)                               | Федеральная земля Бавария                                                                     |
| FG  | Freiberg/Sachsen (Sachs)                                | Федеральная земля Саксония                                                                    |
| FI  | Finsterwalde (Brandenburg)                              | Федеральная земля Бранденбург                                                                 |
| FL  | Flensburg (SlHo)                                        | Федеральная земля Шлезвиг-Гольштейн                                                           |
| FLÖ | Flöha (Sachs)                                           | Федеральная земля Саксония                                                                    |
| FN  | Bodenseekreis in Friedrichshafen (BaWü)                 | Федеральная земля Баден-Вюртемберг                                                            |
| FO  | Forchheim (Bayern)                                      | Федеральная земля Бавария                                                                     |
| FOR | Forst (Brandenburg)                                     | Федеральная земля Бранденбург                                                                 |
| FR  | Freiburg/Breisgau (BaWü)                                | Федеральная земля Баден-Вюртемберг                                                            |
| FRG | Freyung-Grafenau (Bayern)                               | Федеральная земля Бавария                                                                     |
| FRI | Friesland in Jever (NiSa)                               | Федеральная земля Нижняя Саксония                                                             |
| FRW | Bad Freienwalde (Brandenburg)                           | Федеральная земля Бранденбург                                                                 |
| FS  | Freising (Bayern)                                       | Федеральная земля Бавария                                                                     |
| FT  | Frankenthal/Pfalz (RhPf)                                | Федеральная земля Рейнланд-Пфальц                                                             |
| FTL | Freital (Sachs)                                         | Федеральная земля Саксония                                                                    |
| FÜ  | Fürth (Bayern)                                          | Федеральная земля Бавария                                                                     |
| FW  | Fürstenwalde (Brandenburg)                              | Федеральная земля Бранденбург                                                                 |
| G   | Gera (Thür)                                             | Федеральная земля Тюрингия                                                                    |
| GA  | Gardelegen (SaAn)                                       | Федеральная земля Саксония-Анхальт                                                            |
| GAP | Garmisch-Partenkirchen (Bayern)                         | Федеральная земля Бавария                                                                     |
| GC  | Glauchau - Chemnitzer Land (Sachs)                      | Федеральная земля Саксония                                                                    |
| GD  | Schwäbisch Gmünd (BaWü)                                 | Федеральная земля Баден-Вюртемберг                                                            |
| GDB | Gadebusch (MeVo)                                        | Федеральная земля Мекленбург-Передняя Померания                                               |
| GE  | Gelsenkirchen (NrWe)                                    | Федеральная земля Северный Рейн-Вестфалия                                                     |
| GER | Germersheim (RhPf)                                      | Федеральная земля Рейнланд-Пфальц                                                             |
| GF  | Gifhorn (NiSa)                                          | Федеральная земля Нижняя Саксония                                                             |
| GG  | Groß-Gerau (Hess)                                       | Федеральная земля Гессен                                                                      |
| GHA | Geithain (Sachs)                                        | Федеральная земля Саксония                                                                    |
| GHC | Gräfenhainichen (SaAn)                                  | Федеральная земля Саксония-Анхальт                                                            |
| GI  | Gießen (Hess)                                           | Федеральная земля Гессен                                                                      |
| GL  | Rheinisch-Bergischer Kreis in Bergisch Gladbach (NrWe)  | Федеральная земля Северный Рейн-Вестфалия                                                     |
| GM  | Oberbergischer Kreis in Gummersbach (NrWe)              | Федеральная земля Северный Рейн-Вестфалия                                                     |
| GMN | Grimmen (MeVo)                                          | Федеральная земля Мекленбург-Передняя Померания                                               |
| GNT | Genthin (SaAn)                                          | Федеральная земля Саксония-Анхальт                                                            |
| GÖ  | Göttingen (NiSa)                                        | Федеральная земля Нижняя Саксония                                                             |
| GP  | Göppingen (BaWü)                                        | Федеральная земля Баден-Вюртемберг                                                            |
| GR  | Görlitz (Sachs)                                         | Федеральная земля Саксония                                                                    |
| GRH | Grossenhain (Sachs)                                     | Федеральная земля Саксония                                                                    |
| GRM | Grimma (Sachs)                                          | Федеральная земля Саксония                                                                    |
| GRS | Gransee (Brandenburg)                                   | Федеральная земля Бранденбург                                                                 |
| GRZ | Greiz (Thür)                                            | Федеральная земля Тюрингия                                                                    |
| GS  | Goslar (NiSa)                                           | Федеральная земля Нижняя Саксония                                                             |
| GT  | Gütersloh in Rheda-Wiedenbrück (NrWe)                   | Федеральная земля Северный Рейн-Вестфалия                                                     |
| GTH | Gotha (Thür)                                            | Федеральная земля Тюрингия                                                                    |
| GÜ  | Güstrow (MeVo)                                          | Федеральная земля Мекленбург-Передняя Померания                                               |
| GUB | Guben (Brandenburg)                                     | Федеральная земля Бранденбург                                                                 |
| GVM | Grevesmühlen (MeVo)                                     | Федеральная земля Мекленбург-Передняя Померания                                               |
| GW  | Greifswald/Landkreis (MeVo)                             | Федеральная земля Мекленбург-Передняя Померания                                               |
| GZ  | Günzburg (Bayern)                                       | Федеральная земля Бавария                                                                     |
| H   | Hannover (NiSa)                                         | Федеральная земля Нижняя Саксония                                                             |
| HA  | Hagen/Westfalen (NrWe)                                  | Федеральная земля Северный Рейн-Вестфалия                                                     |
| HAL | Halle/Saale (SaAn)                                      | Федеральная земля Саксония-Анхальт                                                            |
| HAM | Hamm/Westfalen (NrWe)                                   | Федеральная земля Северный Рейн-Вестфалия                                                     |
| HAS | Haßberge in Haßfurt (Bayern)                            | Федеральная земля Бавария                                                                     |
| HB  | Hansestadt Bremen und Bremerhaven (Bre)                 | города Бремен и Бремерхафен                                                                   |
| HBN | Hildburghausen (Thür)                                   | Федеральная земля Тюрингия                                                                    |
| HBS | Halberstadt (SaAn)                                      | Федеральная земля Саксония-Анхальт                                                            |
| HC  | Hainichen (Sachs-)                                      | Федеральная земля Саксония                                                                    |
| HD  | Rhein-Neckar-Kreis und Heidelberg (BaWü)                | Федеральная земля Баден-Вюртемберг                                                            |
| HDH | Heidenheim/Brenz (BaWü)                                 | Федеральная земля Баден-Вюртемберг                                                            |
| HDL | Haldensleben (SaAn)                                     | Федеральная земля Саксония-Анхальт                                                            |
| HE  | Helmstedt (NiSa)                                        | Федеральная земля Нижняя Саксония                                                             |
| HEF | Bad Hersfeld-Rotenburg (Hess)                           | Федеральная земля Гессен                                                                      |
| HEI | Dithmarschen in Heide/Holstein (SlHo)                   | Федеральная земля Шлезвиг-Гольштейн                                                           |
| HEL | Hessen Landesregierung und Landtag                      | Номера автомобилей правительства и парламента Федеральной земли Гессен                        |
| HER | Herne (NrWe)                                            | Федеральная земля Северный Рейн-Вестфалия                                                     |
| HET | Hettstedt (SaAn)                                        | Федеральная земля Саксония-Анхальт                                                            |
| HF  | Herford in Kirchlengern (NrWe)                          | Федеральная земля Северный Рейн-Вестфалия                                                     |
| HG  | Hochtaunuskreis in Bad Homburg v.d.H. (Hess)            | Федеральная земля Гессен                                                                      |
| HGN | Hagenow (MeVo)                                          | Федеральная земля Мекленбург-Передняя Померания                                               |
| HGW | Hansestadt Greifswald (MeVo)                            | Федеральная земля Мекленбург-Передняя Померания                                               |
| HH  | Hansestadt Hamburg (Hbg)                                | Гамбург                                                                                       |
| HHM | Hohenmölsen (SaAn)                                      | Федеральная земля Саксония-Анхальт                                                            |
| HI  | Hildesheim (NiSa)                                       | Федеральная земля Нижняя Саксония                                                             |
| HIG | Heiligenstadt (Thür)                                    | Федеральная земля Тюрингия                                                                    |
| HK  | Heidekreis (NiSa)                                       | Федеральная земля Нижняя Саксония                                                             |
| HL  | Hansestadt Lübeck (SlHo)                                | Федеральная земля Шлезвиг-Гольштейн                                                           |
| HM  | Hameln-Pyrmont (NiSa)                                   | Федеральная земля Нижняя Саксония                                                             |
| HN  | Heilbronn/Neckar (BaWü)                                 | Федеральная земля Баден-Вюртемберг                                                            |
| HO  | Hof/Saale (Bayern)                                      | Федеральная земля Бавария                                                                     |
| HOL | Holzminden (NiSa)                                       | Федеральная земля Нижняя Саксония                                                             |
| HOM | Saar-Pfalz-Kreis in Homburg/Saar (Saar)                 | Федеральная земля Саарланд                                                                    |
| HOT | Hohenstein-Ernstthal (Sachs)                            | Федеральная земля Саксония                                                                    |
| HP  | Bergstraße in Heppenheim (Hess)                         | Федеральная земля Гессен                                                                      |
| HR  | Schwalm-Eder-Kreis in Homberg (Hess)                    | Федеральная земля Гессен                                                                      |
| HRO | Hansestadt Rostock (MeVo)                               | Федеральная земля Мекленбург-Передняя Померания                                               |
| HS  | Heinsberg (NrWe)                                        | Федеральная земля Северный Рейн-Вестфалия                                                     |
| HSK | Hochsauerlandkreis in Meschede (NrWe)                   | Федеральная земля Северный Рейн-Вестфалия                                                     |
| HST | Hansestadt Stralsund (MeVo)                             | Федеральная земля Мекленбург-Передняя Померания                                               |
| HU  | Hanau Main-Kinzig-Kreis (Hess)                          | Федеральная земля Гессен                                                                      |
| HV  | Havelberg (SaAn)                                        | Федеральная земля Саксония-Анхальт                                                            |
| HVL | Havelland (Brandenburg)                                 | Федеральная земля Бранденбург                                                                 |
| HWI | Hansestadt Wismar (MeVo)                                | Федеральная земля Мекленбург-Передняя Померания                                               |
| HX  | Höxter (NrWe)                                           | Федеральная земля Тюрингия                                                                    |
| HY  | Hoyerswerda (Sachs)                                     | Федеральная земля Саксония                                                                    |
| HZ  | Harz (SaAn)                                             | Федеральная земля Саксония-Анхальт                                                            |
| IGB | St. Ingbert (Saar)                                      | Федеральная земля Саарланд                                                                    |
| IK  | Ilm-Kreis (Thür)                                        | Федеральная земля Тюрингия                                                                    |
| IL  | Ilmenau (Thür)                                          | Федеральная земля Тюрингия                                                                    |
| IN  | Ingolstadt/Donau (Bayern)                               | Федеральная земля Бавария                                                                     |
| IZ  | Itzehoe (SlHo)                                          | Федеральная земля Шлезвиг-Гольштейн                                                           |
| J   | Jena (Thür)                                             | Федеральная земля Тюрингия                                                                    |
| JB  | Jüterbog (Brandenburg)                                  | Федеральная земля Бранденбург                                                                 |
| JE  | Jessen (SaAn)                                           | Федеральная земля Саксония-Анхальт                                                            |
| JL  | Jerichower Land (SaAn)                                  | Федеральная земля Саксония-Анхальт                                                            |
| K   | Köln (NrWe)                                             | Федеральная земля Северный Рейн-Вестфалия                                                     |
| KA  | Karlsruhe (BaWü)                                        | Федеральная земля Баден-Вюртемберг                                                            |
| KB  | Waldeck-Frankenberg in Korbach (Hess)                   | Федеральная земля Гессен                                                                      |
| KC  | Kronach (Bayern)                                        | Федеральная земля Бавария                                                                     |
| KE  | Kempten/Allgäu (Bayern)                                 | Федеральная земля Бавария                                                                     |
| KEH | Kelheim (Bayern)                                        | Федеральная земля Бавария                                                                     |
| KEL | Kehl (BaWü)                                             | Федеральная земля Баден-Вюртемберг                                                            |
| KF  | Kaufbeuren (Bayern)                                     | Федеральная земля Бавария                                                                     |
| KG  | Bad Kissingen (Bayern)                                  | Федеральная земля Бавария                                                                     |
| KH  | Bad Kreuznach (RhPf)                                    | Федеральная земля Рейнланд-Пфальц                                                             |
| KI  | Kiel (SlHo)                                             | Федеральная земля Шлезвиг-Гольштейн                                                           |
| KIB | Donnersberg-Kreis in Kirchheimbolanden (RhPf)           | Федеральная земля Рейнланд-Пфальц                                                             |
| KL  | Kaiserslautern (RhPf)                                   | Федеральная земля Рейнланд-Пфальц                                                             |
| KLE | Kleve (NrWe)                                            | Федеральная земля Северный Рейн-Вестфалия                                                     |
| KLZ | Klötze (SaAn)                                           | Федеральная земля Саксония-Анхальт                                                            |
| KM  | Kamenz (Sachs)                                          | Федеральная земля Саксония                                                                    |
| KN  | Konstanz (BaWü)                                         | Федеральная земля Баден-Вюртемберг                                                            |
| KO  | Koblenz (RhPf)                                          | Федеральная земля Рейнланд-Пфальц                                                             |
| KÖT | Köthen (SaAn)                                           | Федеральная земля Саксония-Анхальт                                                            |
| KR  | Krefeld (NrWe)                                          | Федеральная земля Северный Рейн-Вестфалия                                                     |
| KS  | Kassel (Hess)                                           | Федеральная земля Гессен                                                                      |
| KT  | Kitzingen (Bayern)                                      | Федеральная земля Бавария                                                                     |
| KU  | Kulmbach (Bayern)                                       | Федеральная земля Бавария                                                                     |
| KÜN | Hohenlohe-Kreis in Künzelsau (BaWü)                     | Федеральная земля Баден-Вюртемберг                                                            |
| KUS | Kusel (RhPf)                                            | Федеральная земля Рейнланд-Пфальц                                                             |
| KW  | Königs-Wusterhausen (Brandenburg)                       | Федеральная земля Бранденбург                                                                 |
| KY  | Kyritz (Brandenburg)                                    | Федеральная земля Бранденбург                                                                 |
| KYF | Kyffhäuserkreis (Thür)                                  | Федеральная земля Тюрингия                                                                    |
| L   | Leipzig (Sachs)                                         | Федеральная земля Саксония                                                                    |
| LA  | Landshut (Bayern)                                       | Федеральная земля Бавария                                                                     |
| LAU | Nürnberger Land in Lauf/Pegnitz (Bayern)                | Федеральная земля Бавария                                                                     |
| LB  | Ludwigsburg (BaWü)                                      | Федеральная земля Баден-Вюртемберг                                                            |
| LBS | Lobenstein (Thür)                                       | Федеральная земля Тюрингия                                                                    |
| LBZ | Lübz (MeVo)                                             | Федеральная земля Мекленбург-Передняя Померания                                               |
| LC  | Luckau (Sachs)                                          | Федеральная земля Саксония                                                                    |
| LD  | Landau/Pfalz (RhPf)                                     | Федеральная земля Рейнланд-Пфальц                                                             |
| LDK | Lahn-Dill-Kreis in Wetzlar (Hess)                       | Федеральная земля Гессен                                                                      |
| LDS | Dahme-Spreewald (Brandenburg)                           | Федеральная земля Бранденбург                                                                 |
| LER | Leer/Ostfriesland (NiSa)                                | Федеральная земля Нижняя Саксония                                                             |
| LEV | Leverkusen (NrWe)                                       | Федеральная земля Северный Рейн-Вестфалия                                                     |
| LG  | Lüneburg (NiSa)                                         | Федеральная земля Нижняя Саксония                                                             |
| LI  | Lindau/Bodensee (Bayern)                                | Федеральная земля Бавария                                                                     |
| LIB | Bad Liebenwerda (Brandenburg)                           | Федеральная земля Бранденбург                                                                 |
| LIF | Lichtenfels (Bayern)                                    | Федеральная земля Бавария                                                                     |
| LIP | Lippe in Detmold (NrWe)                                 | Федеральная земля Северный Рейн-Вестфалия                                                     |
| LL  | Landsberg/Lech (Bayern)                                 | Федеральная земля Бавария                                                                     |
| LM  | Limburg-Weilburg/Lahn (Hess)                            | Федеральная земля Гессен                                                                      |
| LN  | Lübben (Brandenburg)                                    | Федеральная земля Бранденбург                                                                 |
| LÖ  | Lörrach (BaWü)                                          | Федеральная земля Баден-Вюртемберг                                                            |
| LÖB | Löbau (Sachs)                                           | Федеральная земля Саксония                                                                    |
| LOS | Oder-Spree-Kreis Beeskow (Brandenburg)                  | Федеральная земля Бранденбург                                                                 |
| LSA | Sachsen-Anhalt Landesregierung und Landtag              | Номера автомобилей правительства и парламента Федеральной земли Саксония-Анхальт              |
| LSN | Sachsen Landesregierung und Landtag                     | Номера автомобилей правительства и парламента Федеральной земли Саксония                      |
| LSZ | Bad Langensalza (Thür)                                  | Федеральная земля Тюрингия                                                                    |
| LU  | Ludwigshafen/Rhein (RhPf)                               | Федеральная земля Рейнланд-Пфальц                                                             |
| LUK | Luckenwalde (Brandenburg)                               | Федеральная земля Бранденбург                                                                 |
| LWL | Ludwigslust (MeVo)                                      | Федеральная земля Мекленбург-Передняя Померания                                               |
| M   | München (Bayern)                                        | Федеральная земля Бавария                                                                     |
| MA  | Mannheim (BaWü)                                         | Федеральная земля Баден-Вюртемберг                                                            |
| MAB | Marienberg (Sachs)                                      | Федеральная земля Саксония                                                                    |
| MB  | Miesbach (Bayern)                                       | Федеральная земля Бавария                                                                     |
| MC  | Malchin (MeVo)                                          | Федеральная земля Мекленбург-Передняя Померания                                               |
| MD  | Magdeburg (SaAn)                                        | Федеральная земля Саксония-Анхальт                                                            |
| ME  | Mettmann (NrWe)                                         | Федеральная земля Северный Рейн-Вестфалия                                                     |
| MEI | Meißen (Sachs)                                          | Федеральная земля Саксония                                                                    |
| MEK | Mittlerer Erzgebirgskreis (Sachs)                       | Федеральная земля Саксония                                                                    |
| MER | Merseburg (SaAn)                                        | Федеральная земля Саксония-Анхальт                                                            |
| MG  | Mönchengladbach (NrWe)                                  | Федеральная земля Северный Рейн-Вестфалия                                                     |
| MGN | Meiningen (Thür)                                        | Федеральная земля Тюрингия                                                                    |
| MH  | Mülheim/Ruhr (NrWe)                                     | Федеральная земля Северный Рейн-Вестфалия                                                     |
| MHL | Mühlhausen (Thür)                                       | Федеральная земля Тюрингия                                                                    |
| MI  | Minden-Lübbecke/Westfalen (NrWe)                        | Федеральная земля Северный Рейн-Вестфалия                                                     |
| MIL | Miltenberg (Bayern)                                     | Федеральная земля Бавария                                                                     |
| MK  | Märkischer Kreis in Lüdenscheid (NrWe)                  | Федеральная земля Северный Рейн-Вестфалия                                                     |
| ML  | Mansfelder Land (SaAn)                                  | Федеральная земля Саксония-Анхальт                                                            |
| MM  | Memmingen (Bayern)                                      | Федеральная земля Бавария                                                                     |
| MN  | Unterallgäu in Mindelheim (Bayern)                      | Федеральная земля Бавария                                                                     |
| MOL | Märkisch-Oderland (Brandenburg)                         | Федеральная земля Бранденбург                                                                 |
| MOS | Neckar-Odenwald-Kreis in Mosbach (BaWü)                 | Федеральная земля Баден-Вюртемберг                                                            |
| MR  | Marburg-Biedenkopf/Lahn (Hess)                          | Федеральная земля Гессен                                                                      |
| MS  | Münster/Westfalen (NrWe)                                | Федеральная земля Северный Рейн-Вестфалия                                                     |
| MSP | Main-Spessart-Kreis in Karlstadt (Bayern)               | Федеральная земля Бавария                                                                     |
| MST | Mecklenburg-Strelitz (MeVo)                             | Федеральная земля Мекленбург-Передняя Померания                                               |
| MTK | Main-Taunus-Kreis in Hofheim (Hess)                     | Федеральная земля Гессен                                                                      |
| MÜ  | Mühldorf am Inn (Bayern)                                | Федеральная земля Бавария                                                                     |
| MÜR | Müritz (MeVo)                                           | Федеральная земля Мекленбург-Передняя Померания                                               |
| MVL | Mecklenburg-Vorpommern Landesregierung und Landtag      | Номера автомобилей правительства и парламента Федеральной земли Мекленбург-Передняя Померания |
| MW  | Mittweida (Sachs)                                       | Федеральная земля Саксония                                                                    |
| MYK | Mayen-Koblenz (RhPf)                                    | Федеральная земля Рейнланд-Пфальц                                                             |
| MZ  | Mainz-Bingen und Mainz (RhPf)                           | Федеральная земля Рейнланд-Пфальц                                                             |
| MZG | Merzig-Wadern (Saar)                                    | Федеральная земля Саарланд                                                                    |
| N   | Nürnberg (Bayern)                                       | Федеральная земля Бавария                                                                     |
| NAU | Nauen (Brandenburg)                                     | Федеральная земля Бранденбург                                                                 |
| NB  | NeuBrandenburg (MeVo)                                   | Федеральная земля Мекленбург-Передняя Померания                                               |
| ND  | Neuburg-Schrobenhausen/Donau (Bayern)                   | Федеральная земля Бавария                                                                     |
| NDH | Nordhausen (Thür)                                       | Федеральная земля Тюрингия                                                                    |
| NE  | Neuss (NrWe)                                            | Федеральная земля Северный Рейн-Вестфалия                                                     |
| NEA | Neustadt-Bad Windsheim/Aisch (Bayern)                   | Федеральная земля Бавария                                                                     |
| NEB | Nebra/Unstrut (SaAn)                                    | Федеральная земля Саксония-Анхальт                                                            |
| NES | Rhön-Grabfeld in Bad Neustadt/Saale (Bayern)            | Федеральная земля Бавария                                                                     |
| NEW | Neustadt/Waldnaab (Bayern)                              | Федеральная земля Бавария                                                                     |
| NF  | Nordfriesland in Husum (SlHo)                           | Федеральная земля Шлезвиг-Гольштейн                                                           |
| NH  | Neuhaus/Rennsteig (Thür)                                | Федеральная земля Тюрингия                                                                    |
| NI  | Nienburg/Weser (NiSa)                                   | Федеральная земля Нижняя Саксония                                                             |
| NK  | Neunkirchen/Saar (Saar)                                 | Федеральная земля Саарланд                                                                    |
| NL  | Niedersachsen Landesregierung und Landtag               | Номера автомобилей правительства и парламента Федеральной земли Нижняя Саксония               |
| NM  | Neumarkt/Oberpfalz (Bayern)                             | Федеральная земля Бавария                                                                     |
| NMB | Naumburg/Saale (SaAn)                                   | Федеральная земля Саксония-Анхальт                                                            |
| NMS | Neumünster (SlHo)                                       | Федеральная земля Шлезвиг-Гольштейн                                                           |
| NOH | Grafschaft Bentheim in Nordhorn (NiSa)                  | Федеральная земля Нижняя Саксония                                                             |
| NOL | Niederschlesischer Oberlausitzkreis (Sachs)             | Федеральная земля Саксония                                                                    |
| NOM | Northeim (NiSa)                                         | Федеральная земля Нижняя Саксония                                                             |
| NP  | Neuruppin (Brandenburg)                                 | Федеральная земля Бранденбург                                                                 |
| NR  | Neuwied/Rhein (RhPf)                                    | Федеральная земля Рейнланд-Пфальц                                                             |
| NRW | Nordrhein-Westfalen Landesregierung und Landtag         | Номера автомобилей правительства и парламента Федеральной земли Северный Рейн-Вестфалия       |
| NU  | Neu-Ulm (Bayern)                                        | Федеральная земля Бавария                                                                     |
| NVP | Nordvorpommern (MeVo)                                   | Федеральная земля Мекленбург-Передняя Померания                                               |
| NW  | Neustadt/Weinstraße (RhPf)                              | Федеральная земля Рейнланд-Пфальц                                                             |
| NWM | Nordwestmecklenburg (MeVo)                              | Федеральная земля Мекленбург-Передняя Померания                                               |
| NY  | Niesky (Sachs)                                          | Федеральная земля Саксония                                                                    |
| NZ  | Neustrelitz (MeVo)                                      | Федеральная земля Мекленбург-Передняя Померания                                               |
| OA  | Oberallgäu in Sonthofen (Bayern)                        | Федеральная земля Бавария                                                                     |
| OAL | Ostallgäu in Marktoberdorf (Bayern)                     | Федеральная земля Бавария                                                                     |
| OB  | Oberhausen/Rheinland (NrWe)                             | Федеральная земля Северный Рейн-Вестфалия                                                     |
| OBG | Osterburg (SaAn)                                        | Федеральная земля Саксония-Анхальт                                                            |
| OC  | Oschersleben (SaAn)                                     | Федеральная земля Саксония-Анхальт                                                            |
| OD  | Stormarn in Bad Oldesloe (SlHo)                         | Федеральная земля Шлезвиг-Гольштейн                                                           |
| OE  | Olpe (NrWe)                                             | Федеральная земля Северный Рейн-Вестфалия                                                     |
| OF  | Offenbach/Main (Hess)                                   | Федеральная земля Гессен                                                                      |
| OG  | Ortenaukreis in Offenburg (BaWü)                        | Федеральная земля Баден-Вюртемберг                                                            |
| OH  | Ostholstein in Eutin (SlHo)                             | Федеральная земля Шлезвиг-Гольштейн                                                           |
| OHA | Osterode/Harz (NiSa)                                    | Федеральная земля Нижняя Саксония                                                             |
| OHV | Oranienburg Oberhavel (Brandenburg)                     | Федеральная земля Бранденбург                                                                 |
| OHZ | Osterholz-Scharmbeck (NiSa)                             | Федеральная земля Нижняя Саксония                                                             |
| OK  | Ohre-Kreis (SaAn)                                       | Федеральная земля Саксония-Анхальт                                                            |
| OL  | Oldenburg (NiSa)                                        | Федеральная земля Нижняя Саксония                                                             |
| OPR | Ostprignitz-Ruppin (Brandenburg)                        | Федеральная земля Бранденбург                                                                 |
| OR  | Oranienburg (Brandenburg)                               | Федеральная земля Бранденбург                                                                 |
| OS  | Osnabrück (NiSa)                                        | Федеральная земля Нижняя Саксония                                                             |
| OSL | Senftenberg - Oberspreewald-Lausitz (Brandenburg)       | Федеральная земля Бранденбург                                                                 |
| OVL | Obervogtland in Klingenthal und Ölsnitz (Sachs)         | Федеральная земля Саксония                                                                    |
| OVP | Ostvorpommern (MeVo)                                    | Федеральная земля Мекленбург-Передняя Померания                                               |
| OZ  | Oschatz (Sachs)                                         | Федеральная земля Саксония                                                                    |
| P   | Potsdam (Brandenburg)                                   | Федеральная земля Бранденбург                                                                 |
| PA  | Passau (Bayern)                                         | Федеральная земля Бавария                                                                     |
| PAF | Pfaffenhofen/Ilm (Bayern)                               | Федеральная земля Бавария                                                                     |
| PAN | Rottal-Inn in Pfarrkirchen (Bayern)                     | Федеральная земля Бавария                                                                     |
| PB  | Paderborn (NrWe)                                        | Федеральная земля Северный Рейн-Вестфалия                                                     |
| PCH | Parchim (MeVo)                                          | Федеральная земля Мекленбург-Передняя Померания                                               |
| PE  | Peine (NiSa)                                            | Федеральная земля Нижняя Саксония                                                             |
| PER | Perleberg (Brandenburg)                                 | Федеральная земля Бранденбург                                                                 |
| PF  | Enzkreis und Pforzheim (BaWü)                           | Федеральная земля Баден-Вюртемберг                                                            |
| PI  | Pinneberg (SlHo)                                        | Федеральная земля Шлезвиг-Гольштейн                                                           |
| PIR | Pirna - Sächsische Schweiz (Sachs)                      | Федеральная земля Саксония                                                                    |
| PK  | Pritzwalk (Brandenburg)                                 | Федеральная земля Бранденбург                                                                 |
| PL  | Plauen (Sachs)                                          | Федеральная земля Саксония                                                                    |
| PLÖ | Plön/Holstein (SlHo)                                    | Федеральная земля Шлезвиг-Гольштейн                                                           |
| PM  | Belzig - Potsdam-Mittelmark (Brandenburg)               | Федеральная земля Бранденбург                                                                 |
| PN  | Pössneck (Thür)                                         | Федеральная земля Тюрингия                                                                    |
| PR  | Prignitz in Perleberg (Brandenburg)                     | Федеральная земля Бранденбург                                                                 |
| PS  | Pirmasens (RhPf)                                        | Федеральная земля Рейнланд-Пфальц                                                             |
| PW  | Pasewalk (MeVo)                                         | Федеральная земля Мекленбург-Передняя Померания                                               |
| PZ  | Prenzlau (Brandenburg)                                  | Федеральная земля Бранденбург                                                                 |
| QFT | Querfurt (SaAn)                                         | Федеральная земля Саксония-Анхальт                                                            |
| QLB | Quedlinburg (SaAn)                                      | Федеральная земля Саксония-Анхальт                                                            |
| R   | Regensburg (Bayern)                                     | Федеральная земля Бавария                                                                     |
| RA  | Rastatt (BaWü)                                          | Федеральная земля Баден-Вюртемберг                                                            |
| RC  | Reichenbach/Vogtland (Sachs)                            | Федеральная земля Саксония                                                                    |
| RD  | Rendsburg-Eckernförde (SlHo)                            | Федеральная земля Шлезвиг-Гольштейн                                                           |
| RDG | Ribnitz-Damgarten (MeVo)                                | Федеральная земля Мекленбург-Передняя Померания                                               |
| RE  | Recklinghausen in Marl (NrWe)                           | Федеральная земля Северный Рейн-Вестфалия                                                     |
| REG | Regen (Bayernr. Wald) (Bayern)                          | Федеральная земля Бавария                                                                     |
| RG  | Riesa-Großenhain (Sachs)                                | Федеральная земля Саксония                                                                    |
| RH  | Roth/Rednitz (Bayern)                                   | Федеральная земля Бавария                                                                     |
| RIE | Riesa (Sachs)                                           | Федеральная земля Саксония                                                                    |
| RL  | Rochlitz (Sachs)                                        | Федеральная земля Саксония                                                                    |
| RM  | Röbel/Müritz (MeVo-)                                    | Федеральная земля Мекленбург-Передняя Померания                                               |
| RN  | Rathenow (Brandenburg)                                  | Федеральная земля Бранденбург                                                                 |
| RO  | Rosenheim (Bayern)                                      | Федеральная земля Бавария                                                                     |
| ROS | Rostock/Landkreis (MeVo)                                | Федеральная земля Мекленбург-Передняя Померания                                               |
| ROW | Rotenburg/Wümme (NiSa)                                  | Федеральная земля Нижняя Саксония                                                             |
| RPL | Rheinland-Pfalz Landesregierung und Landtag             | Номера автомобилей правительства и парламента Федеральной земли Рейнланд-Пфальц               |
| RS  | Remscheid (NrWe)                                        | Федеральная земля Северный Рейн-Вестфалия                                                     |
| RSL | Rosslau/Elbe (SaAn)                                     | Федеральная земля Саксония-Анхальт                                                            |
| RT  | Reutlingen (BaWü)                                       | Федеральная земля Баден-Вюртемберг                                                            |
| RU  | Rudolstadt (Thür)                                       | Федеральная земля Тюрингия                                                                    |
| RÜD | Rheingau-Taunus-Kreis in Rüdesheim (Hess)               | Федеральная земля Гессен                                                                      |
| RÜG | Rügen in Bergen (MeVo)                                  | Федеральная земля Мекленбург-Передняя Померания                                               |
| RV  | Ravensburg (BaWü)                                       | Федеральная земля Баден-Вюртемберг                                                            |
| RW  | Rottweil (BaWü)                                         | Федеральная земля Баден-Вюртемберг                                                            |
| RZ  | Herzogtum Lauenburg in Ratzeburg (SlHo)                 | Федеральная земля Шлезвиг-Гольштейн                                                           |
| S   | Stuttgart (BaWü)                                        | Федеральная земля Баден-Вюртемберг                                                            |
| SAD | Schwandorf (Bayern)                                     | Федеральная земля Бавария                                                                     |
| SAL | Saarland Landesregierung und Landtag                    | Номера автомобилей правительства и парламента Федеральной земли Саарланд                      |
| SAW | Altmarkkreis - Salzwedel (SaAn)                         | Федеральная земля Саксония-Анхальт                                                            |
| SB  | Saarbrücken (Saar)                                      | Федеральная земля Саарланд                                                                    |
| SBG | Strasburg (MeVo)                                        | Федеральная земля Мекленбург-Передняя Померания                                               |
| SBK | Schönebeck/Elbe (SaAn)                                  | Федеральная земля Саксония-Анхальт                                                            |
| SC  | Schwabach (Bayern)                                      | Федеральная земля Бавария                                                                     |
| SCZ | Schleiz (Thür)                                          | Федеральная земля Тюрингия                                                                    |
| SDH | Sondershausen (Thür)                                    | Федеральная земля Тюрингия                                                                    |
| SDL | Stendal (SaAn)                                          | Федеральная земля Саксония-Анхальт                                                            |
| SDT | Schwedt/Oder (Brandenburg)                              | Федеральная земля Бранденбург                                                                 |
| SE  | Bad Segeberg (SlHo)                                     | Федеральная земля Шлезвиг-Гольштейн                                                           |
| SEB | Sebnitz (Sachs)                                         | Федеральная земля Саксония                                                                    |
| SEE | Seelow (Brandenburg)                                    | Федеральная земля Бранденбург                                                                 |
| SFA | Soltau-Fallingbostel (NiSa)                             | Федеральная земля Нижняя Саксония                                                             |
| SFB | Senftenberg (Brandenburg)                               | Федеральная земля Бранденбург                                                                 |
| SFT | Stassfurt (SaAn)                                        | Федеральная земля Саксония-Анхальт                                                            |
| SG  | Solingen (NrWe)                                         | Федеральная земля Северный Рейн-Вестфалия                                                     |
| SGH | Sangerhausen (SaAn)                                     | Федеральная земля Саксония-Анхальт                                                            |
| SH  | Schleswig-Holstein Landesregierung und Landtag          | Номера автомобилей правительства и парламента Федеральной земли Шлезвиг-Гольштейн             |
| SHA | Schwäbisch Hall (BaWü)                                  | Федеральная земля Баден-Вюртемберг                                                            |
| SHG | Schaumburg in Stadthagen (NiSa)                         | Федеральная земля Нижняя Саксония                                                             |
| SHK | Saale-Holzlandkreis (Thür)                              | Федеральная земля Тюрингия                                                                    |
| SHL | Suhl (Thür)                                             | Федеральная земля Тюрингия                                                                    |
| SI  | Siegen (NrWe)                                           | Федеральная земля Северный Рейн-Вестфалия                                                     |
| SIG | Sigmaringen (BaWü)                                      | Федеральная земля Баден-Вюртемберг                                                            |
| SIM | Rhein-Hunsrück-Kreis in Simmern (RhPf)                  | Федеральная земля Рейнланд-Пфальц                                                             |
| SK  | Saalkreis in Halle (SaAn)                               | Федеральная земля Саксония-Анхальт                                                            |
| SL  | Schleswig-Flensburg (SlHo)                              | Федеральная земля Шлезвиг-Гольштейн                                                           |
| SLF | Saalfeld-Rudolstadt (Thür)                              | Федеральная земля Тюрингия                                                                    |
| SLN | Schmölln (Thür)                                         | Федеральная земля Тюрингия                                                                    |
| SLS | Saarlouis (Saar)                                        | Федеральная земля Саарланд                                                                    |
| SLZ | Bad Salzungen (Thür)                                    | Федеральная земля Тюрингия                                                                    |
| SM  | Schmalkalden-Meiningen (Thür)                           | Федеральная земля Тюрингия                                                                    |
| SN  | Schwerin (MeVo)                                         | Федеральная земля Мекленбург-Передняя Померания                                               |
| SO  | Soest (NrWe)                                            | Федеральная земля Северный Рейн-Вестфалия                                                     |
| SOK | Saale-Orla-Kreis (Thür)                                 | Федеральная земля Тюрингия                                                                    |
| SÖM | Sömmerda (Thür)                                         | Федеральная земля Тюрингия                                                                    |
| SON | Sonneberg (Thür)                                        | Федеральная земля Тюрингия                                                                    |
| SP  | Speyer (RhPf)                                           | Федеральная земля Рейнланд-Пфальц                                                             |
| SPB | Spremberg (Brandenburg)                                 | Федеральная земля Бранденбург                                                                 |
| SPN | Spree-Neiße (Brandenburg)                               | Федеральная земля Бранденбург                                                                 |
| SR  | Straubing-Bogen (Bayern)                                | Федеральная земля Бавария                                                                     |
| SRB | Strausberg (Brandenburg)                                | Федеральная земля Бранденбург                                                                 |
| SRO | Stadtroda (Thür)                                        | Федеральная земля Тюрингия                                                                    |
| ST  | Steinfurt (NrWe)                                        | Федеральная земля Северный Рейн-Вестфалия                                                     |
| STA | Starnberg (Bayern)                                      | Федеральная земля Бавария                                                                     |
| STB | Sternberg (MeVo)                                        | Федеральная земля Мекленбург-Передняя Померания                                               |
| STD | Stade (NiSa)                                            | Федеральная земля Нижняя Саксония                                                             |
| STL | Stollberg (Sachs)                                       | Федеральная земля Саксония                                                                    |
| SU  | Rhein-Sieg-Kreis in Siegburg (NrWe)                     | Федеральная земля Северный Рейн-Вестфалия                                                     |
| SÜW | Südl. Weinstraße in Landau (RhPf)                       | Федеральная земля Рейнланд-Пфальц                                                             |
| SW  | Schweinfurt (Bayern)                                    | Федеральная земля Бавария                                                                     |
| SZ  | Salzgitter (NiSa)                                       | Федеральная земля Нижняя Саксония                                                             |
| SZB | Schwarzenberg (Sachs)                                   | Федеральная земля Саксония                                                                    |
| TBB | Main-Tauber-Kreis in Tauberbischofsheim (BaWü)          | Федеральная земля Баден-Вюртемберг                                                            |
| TET | Teterow (MeVo)                                          | Федеральная земля Мекленбург-Передняя Померания                                               |
| TF  | Teltow-Fläming (Brandenburg)                            | Федеральная земля Бранденбург                                                                 |
| TG  | Torgau (Sachs)                                          | Федеральная земля Саксония                                                                    |
| THL | Thüringen Landesregierung und Landtag                   | Номера автомобилей правительства и парламента Федеральной земли Тюрингия                      |
| TIR | Tirschenreuth (Bayern)                                  | Федеральная земля Бавария                                                                     |
| TO  | Torgau-Oschatz (Sachs)                                  | Федеральная земля Саксония                                                                    |
| TÖL | Bad Tölz-Wolfratshausen (Bayern)                        | Федеральная земля Бавария                                                                     |
| TP  | Templin/Uckermark (Brandenburg)                         | Федеральная земля Бранденбург                                                                 |
| TR  | Trier-Saarburg (RhPf)                                   | Федеральная земля Рейнланд-Пфальц                                                             |
| TS  | Traunstein (Bayern)                                     | Федеральная земля Бавария                                                                     |
| TÜ  | Tübingen (BaWü)                                         | Федеральная земля Баден-Вюртемберг                                                            |
| TUT | Tuttlingen (BaWü)                                       | Федеральная земля Баден-Вюртемберг                                                            |
| UE  | Uelzen (NiSa)                                           | Федеральная земля Нижняя Саксония                                                             |
| UEM | Ueckermünde (MeVo)                                      | Федеральная земля Мекленбург-Передняя Померания                                               |
| UER | Uecker-Randow (MeVo)                                    | Федеральная земля Мекленбург-Передняя Померания                                               |
| UH  | Unstrut-Hainich-Kreis (Thür)                            | Федеральная земля Тюрингия                                                                    |
| UL  | Alb-Donau-Kreis und Ulm (BaWü)                          | Федеральная земля Баден-Вюртемберг                                                            |
| UM  | Uckermark (Brandenburg)                                 | Федеральная земля Бранденбург                                                                 |
| UN  | Unna/Westfalen (NrWe)                                   | Федеральная земля Северный Рейн-Вестфалия                                                     |
| V   | Vogtlandkreis - Plauen (Sachs)                          | Федеральная земля Саксония                                                                    |
| VB  | Vogelsbergkreis in Lauterbach (Hess)                    | Федеральная земля Гессен                                                                      |
| VEC | Vechta (NiSa)                                           | Федеральная земля Нижняя Саксония                                                             |
| VER | Verden/Aller (NiSa)                                     | Федеральная земля Нижняя Саксония                                                             |
| VIE | Viersen (NrWe)                                          | Федеральная земля Северный Рейн-Вестфалия                                                     |
| VK  | Völklingen (Saar)                                       | Федеральная земля Саарланд                                                                    |
| VS  | Schwarzwald-Baar-Kreis in Villingen-Schwenningen (BaWü) | Федеральная земля Баден-Вюртемберг                                                            |
| W   | Wuppertal (NrWe)                                        | Федеральная земля Северный Рейн-Вестфалия                                                     |
| WAF | Warendorf (NrWe)                                        | Федеральная земля Северный Рейн-Вестфалия                                                     |
| WAK | Wartburgkreis (Thür)                                    | Федеральная земля Тюрингия                                                                    |
| WB  | Wittenberg (SaAn)                                       | Федеральная земля Саксония-Анхальт                                                            |
| WBS | Worbis (Thür)                                           | Федеральная земля Тюрингия                                                                    |
| WDA | Werdau (Sachs)                                          | Федеральная земля Саксония                                                                    |
| WE  | Weimar (Thür)                                           | Федеральная земля Тюрингия                                                                    |
| WEN | Weiden/Oberpfalz (Bayern)                               | Федеральная земля Бавария                                                                     |
| WES | Wesel in Mörs (NrWe)                                    | Федеральная земля Северный Рейн-Вестфалия                                                     |
| WF  | Wolfenbüttel (NiSa)                                     | Федеральная земля Нижняя Саксония                                                             |
| WG  | Weingarten (BaWü)                                       | Федеральная земля Баден-Вюртемберг                                                            |
| WHV | Wilhelmshaven (NiSa)                                    | Федеральная земля Нижняя Саксония                                                             |
| WI  | Wiesbaden (Hess)                                        | Федеральная земля Гессен                                                                      |
| WIL | Bernkastel-Wittlich/Mosel (RhPf)                        | Федеральная земля Рейнланд-Пфальц                                                             |
| WIS | Wismar/Landkreis (MeVo)                                 | Федеральная земля Мекленбург-Передняя Померания                                               |
| WK  | Wittstock (Brandenburg)                                 | Федеральная земля Бранденбург                                                                 |
| WL  | Harburg in Winsen/Luhe (NiSa)                           | Федеральная земля Нижняя Саксония                                                             |
| WLG | Wolgast/Usedom (MeVo)                                   | Федеральная земля Мекленбург-Передняя Померания                                               |
| WM  | Weilheim-Schongau/OberBayern (Bayern)                   | Федеральная земля Бавария                                                                     |
| WMS | Wolmirstedt (SaAn)                                      | Федеральная земля Саксония-Анхальт                                                            |
| WN  | Rems-Murr-Kreis in Waiblingen (BaWü)                    | Федеральная земля Баден-Вюртемберг                                                            |
| WND | St. Wendel (Saar)                                       | Федеральная земля Саарланд                                                                    |
| WO  | Worms (RhPf)                                            | Федеральная земля Рейнланд-Пфальц                                                             |
| WOB | Wolfsburg (NiSa)                                        | Федеральная земля Нижняя Саксония                                                             |
| WR  | Wernigerode (SaAn)                                      | Федеральная земля Саксония-Анхальт                                                            |
| WRN | Waren/Müritz (MeVo)                                     | Федеральная земля Мекленбург-Передняя Померания                                               |
| WSF | Weißenfels (SaAn)                                       | Федеральная земля Саксония-Анхальт                                                            |
| WST | Ammerland in Westerstede (NiSa)                         | Федеральная земля Нижняя Саксония                                                             |
| WSW | Weißwasser (Sachs)                                      | Федеральная земля Саксония                                                                    |
| WT  | Waldshut-Tiengen (BaWü)                                 | Федеральная земля Баден-Вюртемберг                                                            |
| WTM | Wittmund (NiSa)                                         | Федеральная земля Нижняя Саксония                                                             |
| WÜ  | Würzburg (Bayern)                                       | Федеральная земля Бавария                                                                     |
| WUG | Weißenburg-Gunzenhausen (Bayern)                        | Федеральная земля Бавария                                                                     |
| WUN | Wunsiedel (Bayern)                                      | Федеральная земля Бавария                                                                     |
| WUR | Wurzen (Sachs)                                          | Федеральная земля Саксония                                                                    |
| WW  | Westerwald in Montabaur (RhPf)                          | Федеральная земля Рейнланд-Пфальц                                                             |
| WZL | Wanzleben (SaAn)                                        | Федеральная земля Саксония-Анхальт                                                            |
| X   | Bundeswehr für NATO-Hauptquartiere                      | Номера автомобилей представительства Бундесвера при НАТО                                      |
| Y   | Bundeswehr                                              | Номера автомобилей Бундесвера                                                                 |
| Z   | Zwickauer Land (Sachs)                                  | Федеральная земля Саксония                                                                    |
| ZE  | Zerbst (SaAn)                                           | Федеральная земля Саксония-Анхальт                                                            |
| ZEL | Cochem-Zell/Mosel (RhPf)                                | Федеральная земля Рейнланд-Пфальц                                                             |
| ZI  | Sächsischer Oberlausitzkreis Zittau (Sachs)             | Федеральная земля Саксония                                                                    |
| ZP  | Zschopau (Sachs)                                        | Федеральная земля Саксония                                                                    |
| ZR  | Zeulenroda (Thür)                                       | Федеральная земля Тюрингия                                                                    |
| ZS  | Zossen (Brandenburg)                                    | Федеральная земля Бранденбург                                                                 |
| ZW  | Zweibrücken (RhPf)                                      | Федеральная земля Рейнланд-Пфальц                                                             |
| ZZ  | Zeitz (SaAn)                                            | Федеральная земля Саксония-Анхальт                                                            |